# インソムニア (YMOの曲)
「インソムニア」（英語: INSOMNIA）は、イエロー・マジック・オーケストラ（以下、YMO）の楽曲。作詞はクリス・モスデル、作曲は細野晴臣。1979年にリリースされたアルバム『ソリッド・ステイト・サヴァイヴァー』に収録されている。

## 制作
細野晴臣が作曲とヴォーカルを担当しており、当時細野が不眠症だった際に制作された楽曲である。間奏の最後に出てくる無限音階は細野が気に入っており、アルバム『BGM』収録の「LOOM/来たるべきもの」と同じ方法で実現されている。
歌詞カードと実際に歌っている歌詞が一部異なる。
YMOのワールドツアー『トランス・アトランティック・ツアー』では、ヴォーカルは坂本龍一が担当し、イギリス・フランス公演で披露されているが、アメリカでは演奏されていない。

## 収録されているアルバム
- ソリッド・ステイト・サヴァイヴァー
- シールド
- フェイカー・ホリック
- テクノ・バイブル
- YMO GO HOME!
- UC YMO